# Pinus armandii
Pinus armandii (укр. сосна біла китайська, або сосна кедрова Армана) — є одним з видів гірських соснових рослин роду сосна родини соснових.

## Поширення
Ця рослина родом з Китаю, вона походить з південної провінції Шаньсі на заході до південної провінції Ганьсу і півдня провінції Юньнань, у віддалених населення в провінції Аньхой і на Тайвані, також поширюється на невелику відстань в північній М'янмі (Бірма). Вона росте на висоті 1,000-3,300 м, на нижчих висотах в основному в північній частині ареалу.
Це дерево, що досягає 25-40 м заввишки, зі стовбуром до 1,5 м у діаметрі.

## Опис
Це дерево, що досягає 25-40 м заввишки, зі стовбуром до 1,5 м у діаметрі.
Вона є членом групи білих сосон, як і всі члени цієї групи, голки з листяної оболонки зібрані в пучку та зберігаються до п'яти років. Вони 8-20 см завдовжки. Шишки 9-22 см завдовжки і 6-8 см шириною, з міцною товстою поверхнею. Насіння великі, 10-16 мм завдовжки. Конуси дозрівають на другий рік.